# Stazione di Mezzano
Stazione di Mezzano vasútállomás Olaszországban, Mezzano településen.

## Vasútvonalak
Az állomást az alábbi vasútvonalak érintik:
- Ferrara–Rimini-vasútvonal

## Kapcsolódó állomások
A vasútállomáshoz az alábbi állomások vannak a legközelebb:
- Stazione di Ravenna (Stazione di Rimini, Ferrara–Rimini-vasútvonal)
- Stazione di Glorie (Stazione di Ferrara, Ferrara–Rimini-vasútvonal)